# Cycle du hype

Cycle du hype

Le « cycle du hype » ou « cycle de la hype » est une traduction littérale de l'anglais hype cycle. Il s'agit essentiellement d'une courbe décrivant l'évolution de l'intérêt pour une nouvelle technologie. Le terme  hype cycle désigne une représentation des technologies « à la mode » ou en développement à un instant donné : le nom anglais hype signifie publicité racoleuse, battage publicitaire ou hyper médiatisation. On peut soit mettre en œuvre ce concept pour une technologie donnée (chaque technologie innovante passant par les étapes du cycle), soit établir régulièrement un schéma représentant l'ensemble des technologies émergentes et leur position sur ce cycle (c'est ce que fait le groupe Gartner dont ce schéma est une marque déposée).

## Cinq phases

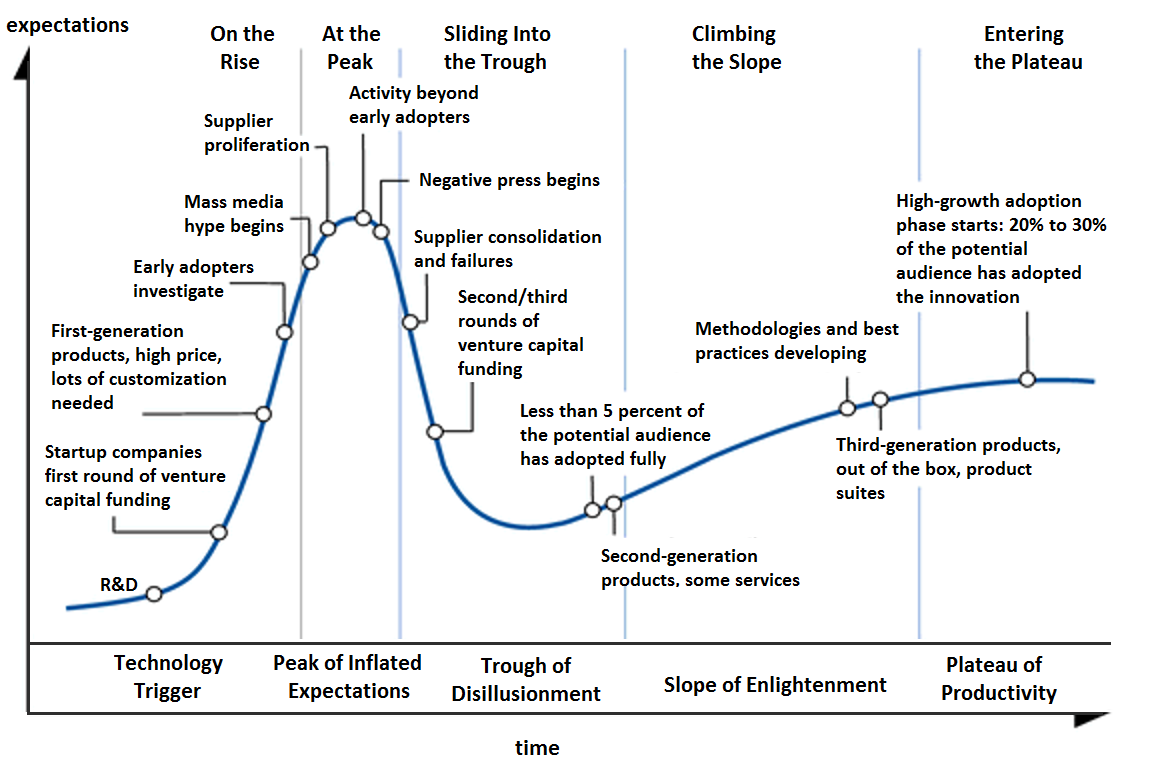
Cycle général du hype pour la technologie

Chaque cycle se décompose en cinq phases-clés :
| No. | Phase                                                               | Description |
| --- | ------------------------------------------------------------------- | --- |
| 1   | Lancement de la technologie (aussi appelée étincelle d'innovation). | L’arrivée sur le marché d’une nouvelle technologie, mais il s'agit non de produits utilisables, mais plus de prototypes ou d'une technologie "prometteuse". |
| 2   | Pic des attentes exagérées                                          | Un emballement médiatique aboutit à des attentes exagérées et non réalistes. Des startups se créent pour développer et commercialiser des produits basés sur la nouvelle technologie[réf. souhaitée].                                                           |
| 3   | Gouffre des désillusions                                            | Les produits disponibles ne parviennent pas à répondre aux espoirs exagérés qui avaient été formulés. En conséquence, les médias vouent aux gémonies ce qu'ils ont adoré précédemment ou on assiste à un krach boursier : c'est "l'anti-hype"[réf. nécessaire]. |
| 4   | Pente de l’illumination (également appelé Chemin de l'éveil)        | Certaines entreprises persistent et développent des produits de deuxième génération. On commence à comprendre les véritables avantages et pratiques d’application concrètes de la technologie. On assiste à un développement progressif et solide du marché.    |
| 5   | Plateau de productivité                                             | Dans cette dernière phase, la technologie est rodée et permet le développement de produits de troisième génération. L'étendue des applications est variable selon que la technologie est largement applicable ou ne sert qu'un marché de niche.                 |

## Critiques
Le cycle du hype a fait l'objet de nombreuses critiques,,, notamment les suivantes :
- Les termes désignant les phases relèvent plus de la communication qu'ils ne permettent une étude objective.
- La représentation n'est pas actionnable : elle ne permet pas de déterminer les actions utiles pour développer avec succès les technologies innovantes analysées.
- Il ne s'agit pas d'un cycle, puisque ce parcours est suivi une seule fois.
- Le modèle est banal et apparaît simplement comme une réponse à un choc élastique en mécanique.